# ОШ Муарем Кадрију Велики Трновац
ОШ „Муарем Кадрију” у Великом Трновцу, једна је од установа основног образовања на територији општине Бујановац.
Новоизграђена школска зграда је свечано отворена 2013. године. Изграђена и опремљена је средствима турске Агенције за међународну сарадњу и координацију (ТИКА).
Настава се одвија на албанском језику.